# Javier Solórzano
Javier Solórzano Zinser (Ciudad de México, 18 de enero de 1952) es un periodista mexicano. Es egresado de la Universidad Iberoamericana, con estudios en la Universidad Nacional Autónoma de México (Facultad de Ciencias Políticas y Sociales). Fue profesor fundador e investigador de la Universidad Autónoma Metropolitana Xochimilco y coordinador de la carrera de Comunicación Social y diseñador de programas de estudio del sistema modular.

## Actualidad
Hasta el día 30 de enero de 2020 fue titular del noticiario nocturno Once Noticias de Canal Once, que se transmite de lunes a viernes, y del programa que empezó a emitirse en 2018 siendo titular en un programa de noticias de mediodía de la cadena Acústik Media (lunes a viernes de 13:00 a 15:00 horas). Escribe de lunes a viernes la columna Quebradero en el periódico La Razón (México) y los sábados la columna Convicciones en el periódico Récord. Fue conductor del programa radiofónico Noticias con Javier Solórzano en Radio Trece hasta su salida en diciembre de 2011. Participa en Mesa de Diálogo, serie en la que se analizan los temas más relevantes del quehacer legislativo con la participación de legisladores, académicos y especialistas (Canal del Congreso, miércoles 21.00 con retransmisión el domingo a las 23.00 y el lunes a las 22.00, hora de México D.F.); Para entender, coproducción del Canal del Congreso y NostraEdiciones, basada en la colección de libros del mismo nombre, donde académicos, investigadores y politólogos nos hablan de temas fundamentales para entender el sistema político y económico mexicano. (Canal del Congreso, lunes 19:30, miércoles 9:00 y viernes 21:00 hora México D.F.). También fue conductor del programa Solórzano en la red en La Red de Radiodifusoras y Televisoras Educativas y Culturales de México (La Red).
El 9 de septiembre de 2013 fue titular del noticiario Once Noticias. 
Actualmente es titular del noticiario El Referente Informativo por El Heraldo Radio y Televisión.

## Trayectoria

### Televisión
Este inició como conductor a mediados de los años 80 en el extinto Imevisión, con el programa Televidente y de ahí pasó a La guía de cada día, hasta ser conductor del noticiero matutino junto con Carmen Aristegui. Allí permaneció durante cinco años y se distinguió por ser el primer conductor que opinó al aire de manera personal en un noticiario de televisión, en una época en que nadie más lo hacía.
Posteriormente, trabajó en MVS Multivisión conduciendo el programa En blanco y negro; en Televisa el programa Círculo rojo (2001) y en el entonces llamado Canal 52 el noticiero Noticias Canal 52: Aristegui-Solórzano (hasta abril de 2006), los tres en mancuerna con Aristegui.
Fue la cabeza del noticiero matutino de TV Azteca De 7 a 9, donde trabajó junto a Ilana Sod y Mónica Dionne durante un breve periodo (24 de abril al 19 de mayo de 2006), ya que por diferencias con la política editorial de la empresa, los tres abandonaron el programa. Desde octubre del 2007 conduce un programa en la Red de Radiodifusoras Educativas y Culturales de México (La Red) titulado Solórzano en la red.
Fue moderador del programa Universus de UNO TV, en el que estudiantes de diferentes universidades del país debatían sobre temas de la actualidad mexicana.
Desde el 9 de septiembre de 2013 es el titular del noticiario Once Noticias, del Once TV México, de lunes a viernes de 6:00 a 8:30. 
En 2014 cubrió los Juegos Olímpicos de Sochi 2014 y en 2016 los Juegos Olímpicos de Río de Janeiro junto con Claro Sports.

### Radio
Inició como conductor del noticiero de mediodía del Instituto Mexicano de la Radio en 1999.
Trabajó en Imagen Informativa del Grupo Imagen, hasta noviembre de 2002 cuando, por diferencias con Pedro Ferríz de Con, tanto él como Aristegui decidieron abandonar el programa. En un acto de solidaridad los colaboradores de la segunda y tercera emisión de Imagen Informativa Ilana Sod, Julio Boltvink, Denise Dresser y Vivian Hiriart también renunciaron. También condujo con Aristegui para Televisa Radio el informativo vespertino Hoy por Hoy de W Radio desde enero de 2003 hasta agosto de 2005. Junto a Miguel Ángel Granados Chapa, Ricardo Rocha y Virgilio Caballero participó en el programa Punto de encuentro que se transmitía por Radio Educación. Para Stereorey condujo la tercera emisión del noticiario Para empezar.
Desde 2005 condujo el programa Noticias con Javier Solórzano en Radio Trece (1290 kHz en AM), hasta el 16 de diciembre de 2011 haciendo pública su salida a través de su videopodcast en YouTube. De abril de 2012 a diciembre de 2016 fue titular del noticiero vespertino de Ultra Noticias por la cadena radiofónica Ultra Telecom, el programa se hacía en una cabina de radio en lo cual se desconoce su ubicación en la Ciudad de México ya que en ninguna estación de radio de la Ciudad de México siendo AM o FM transmitía el programa pero también llegó a la televisión de manera restringida por Ultravisión. En marzo de 2017, Javier estrenaba un nuevo programa en la radio ahora por @1590 AM de Radiorama Valle de México con cobertura nacional en que consiste en la cadena @FM y otras frecuencias de varias ciudades en México, aunque en 2018 inicia un nuevo proyecto pero en otro grupo de radio, en Acustik Media, por lo que en @FM terminó su convenio después de las elecciones quedando en su lugar @FM Noticias Con Ana Rosa Palma que también fue reemplazado por @MX.
Actualmente el programa se llama Chio Maldonado En @ quitando una hora menos del bloque original.

### Prensa
Ha sido columnista de varios diarios de circulación local y nacional como Ovaciones, Unomásuno y El Financiero. Junto con Aristegu escribió una columna semanal titulada "Círculo Rojo" en El Universal. Para este mismo periódico y para El Universal Pulso de San Luis Potosí colaboraba en la sección de deportes. También colaboró en la edición mexicana de la revista Rolling Stone desde noviembre de 2002.
Fue director general del desaparecido periódico El Independiente. Escribe una columna titulada "Convicciones" los sábados en el periódico deportivo Récord y los viernes la columna "Vitral" en el periódico El Universal. En marzo de 2007 empezó a escribir en el periódico capitalino El Centro, pero dejó de hacerlo cuando en octubre del mismo año sin previo aviso el diario despidió a quien era su director editorial, Miguel Castillo Chávez y anunció al mismo tiempo un cambio en su línea editorial.

### Otras actividades
- Fue Subdirector General de Comunicación Internacional de la Secretaría de Relaciones Exteriores, y también Jefe del Departamento de Análisis de Medios en la Presidencia de la República y en la Secretaría de Gobernación.[2]
- Jurado para la edición 2005 del Premio Nacional de Periodismo[2]
- Ha sido seleccionado como moderador del segundo debate de candidatos presidenciales a realizarse el 10 de junio de 2012 en Guadalajara, Jalisco, el cual será el primero en transmitirse en cadena nacional.

## Premios y distinciones
- Premio Nacional de Periodismo de México por crónica radiofónica de 2001.[25]
- Premio Nacional de Periodismo de México por Mesa de análisis/debate" de 2004.[26]